# Histoire de la presse écrite en Algérie
L’histoire de la presse écrite en Algérie traite de la naissance puis du développement des publications périodiques en Algérie depuis 1830 (parution de L'Estafette d'Alger) jusqu'à présent.

## Période coloniale
Pendant la période coloniale, 180 titres de presse en français et 90 titres en arabe ou bilingues sont publiés en Algérie. La majorité de ces titres ont une durée de vie limitée.

### Naissance de la presse écrite
La presse écrite est née dans les pays du Maghreb à peu près dans la même période, dans les années 1820-1840. Les premiers journaux sont publiés par des Européens dans leurs langues :
- El Liberal Africano au Maroc, un journal espagnol publié en 1820 ;
- Al-Munaqqib (Le Curieux) en Libye, un journal français publié à partir de 1827 ;
- II giornale di Tunisi e Cartagine (Le journal de Tunis et de Carthage) en Tunisie, un journal italien publié en 1838[1].

Le premier titre publié en Algérie est L'Estafette d'Alger. Deux numéros de ce journal sont tirés par les troupes françaises pendant le débarquement à Sidi Fredj : le 25 juin et le 5 juillet 1830.
À partir du 27 janvier 1832, le baron Louis-André Pichon (conseiller d'État et intendant civil de la colonie) crée Le Moniteur algérien pour les publications juridiques et légales (lois, ordonnances, discours, circulaires, décrets du nouveau pouvoir français ou de la Régence). La fréquence est plus ou moins hebdomadaire. Il compte entre 2 et 6 pages, avec une petite partie en arabe.

### La presse en langue française
Le Moniteur algérien est resté longtemps le seul journal autorisé par les autorités coloniales jusqu'au 12 juillet 1839. À cette date sort un nouveau journal français au titre en arabe : Al-Akhbar (Les Nouvelles). Le journal avait une petite tendance indigénophile, sans remise en cause de la colonisation pour autant. Il disparait une première fois entre le 30 septembre 1897 et le 30 novembre 1902, et définitivement le 10 février 1934.
Après c'est au tour de la presse régionale. Il y a en premier en 1844 à Oran l'hebdomadaire L'Écho d'Oran, ensuite La Seybouse à Bone (Annaba) et Le Courrier de Philippeville à Philippeville (Skikda),.
En 1846 la France commence l'application d'un régime sévère de censure en Algérie.
Le 15 septembre 1848 les autorités coloniales commencent la publication d'un journal en deux éditions. L'édition en arabe s'appelle Almoubachir المُبَشِّرْ - (Le Messager). C'est le 3e journal publié en arabe dans le monde après Al Tanbih (التنبيه - Mise en garde) en 1800 et Al-Waqai' al-Misriyyah (الوقائع المصرية - La Gazette Égyptienne) en 1828, publiés en Égypte. Le titre de l'édition française est Le Mobacher, francisé depuis le titre en arabe. C'est un journal bimestriel de propagande idéologique. Il était envoyé d’office à tous les responsables algériens musulmans. Puisque la rédaction comptait des journalistes algériens, on peut parler à juste titre du journal Le Mobacher comme « le premier exemple de l’école de journalisme en Algérie ». Il disparaît en 1928.

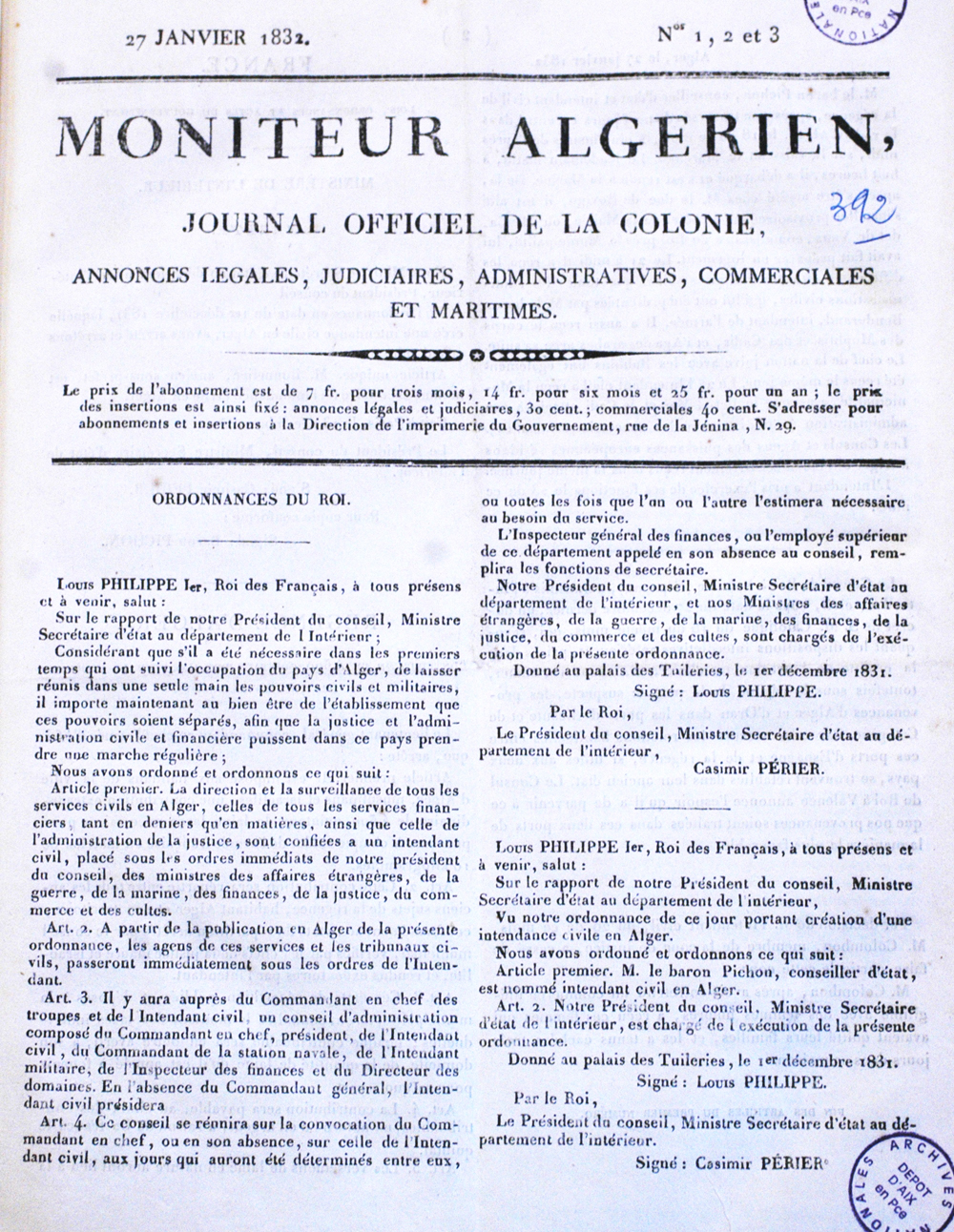
Le Moniteur algérien (27 janvier 1832).
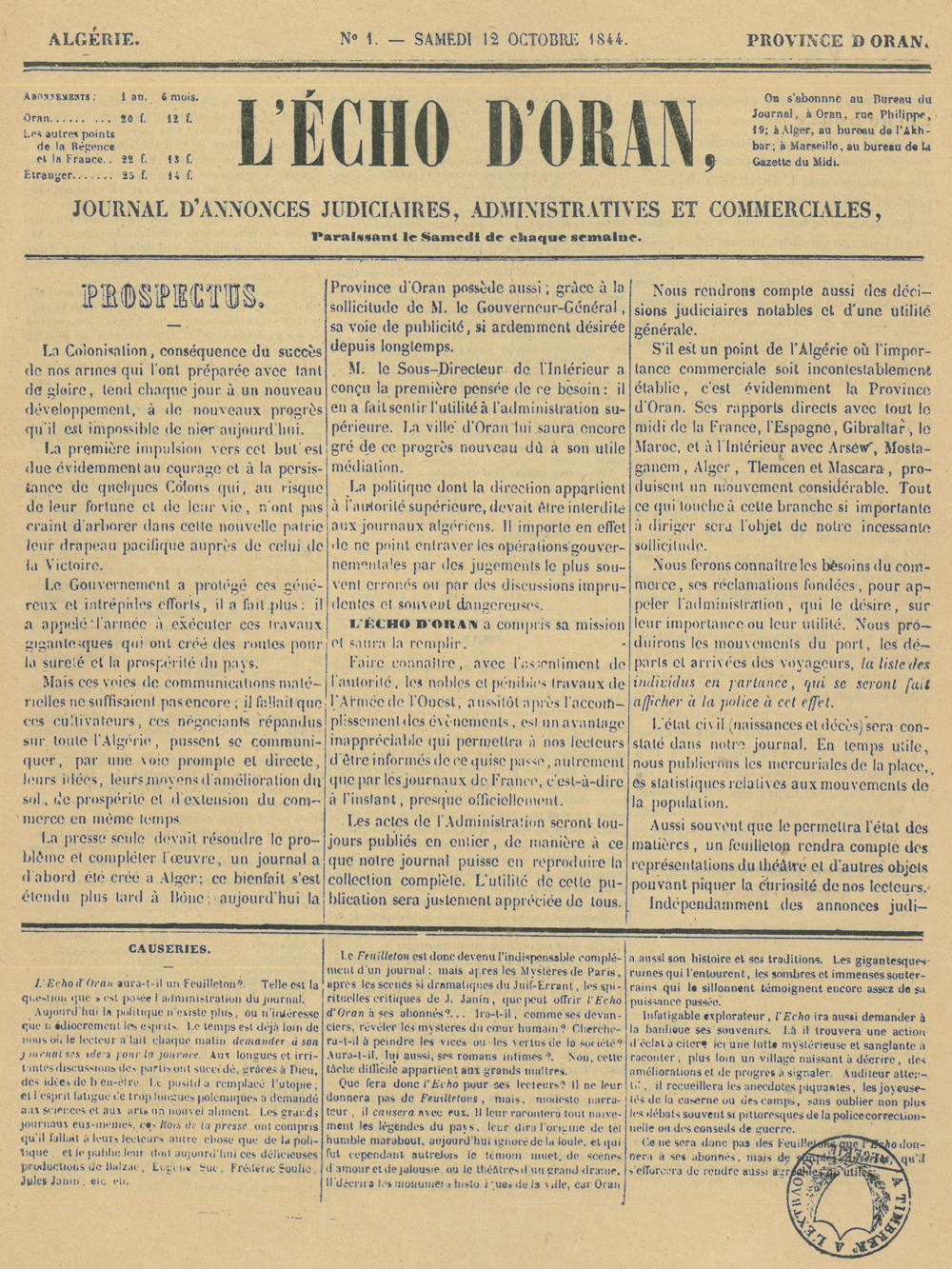
L'Écho d'Oran no 1 (12 octobre 1844).
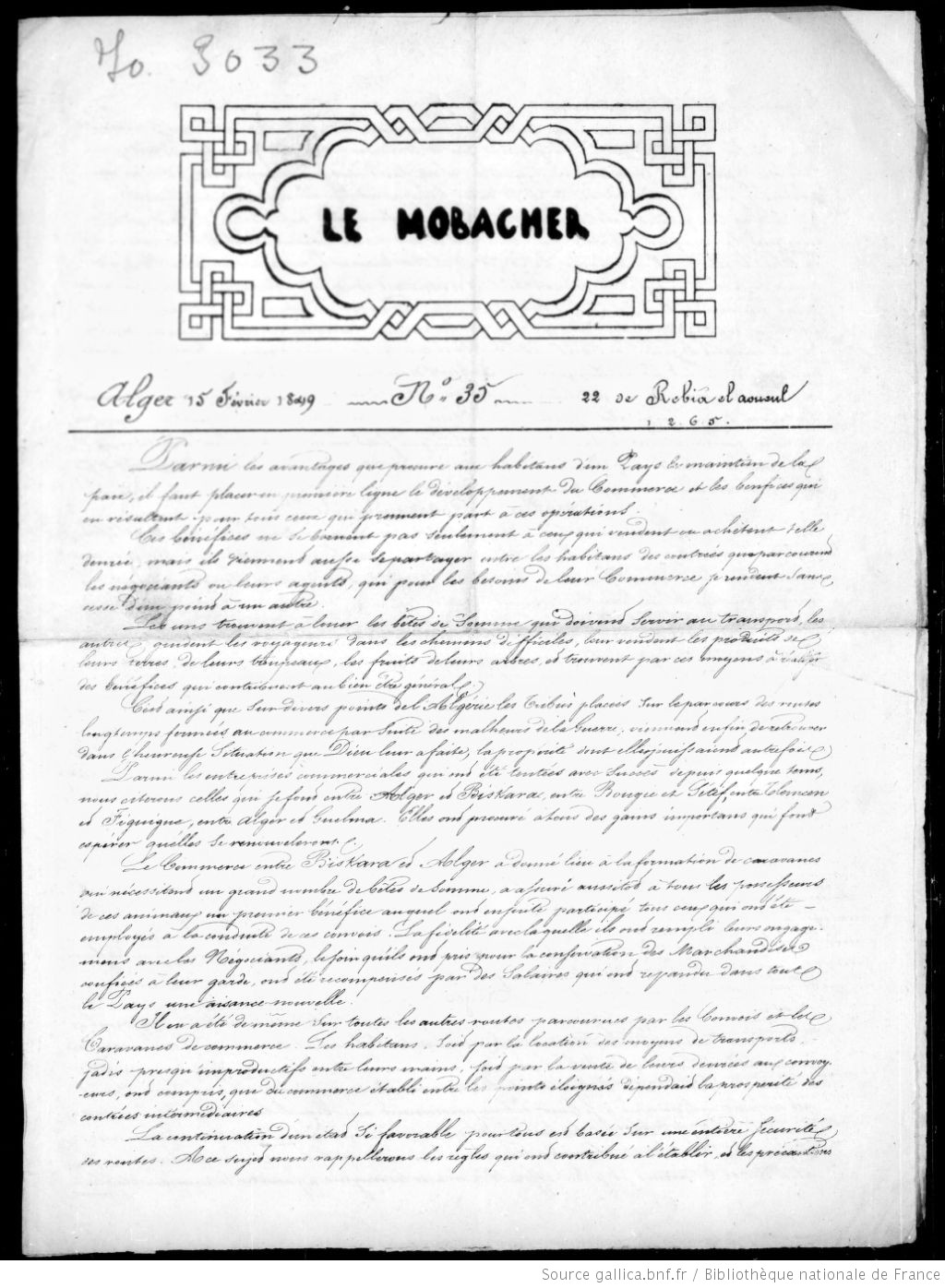
Le Mobacher no 35 (15 février 1849).
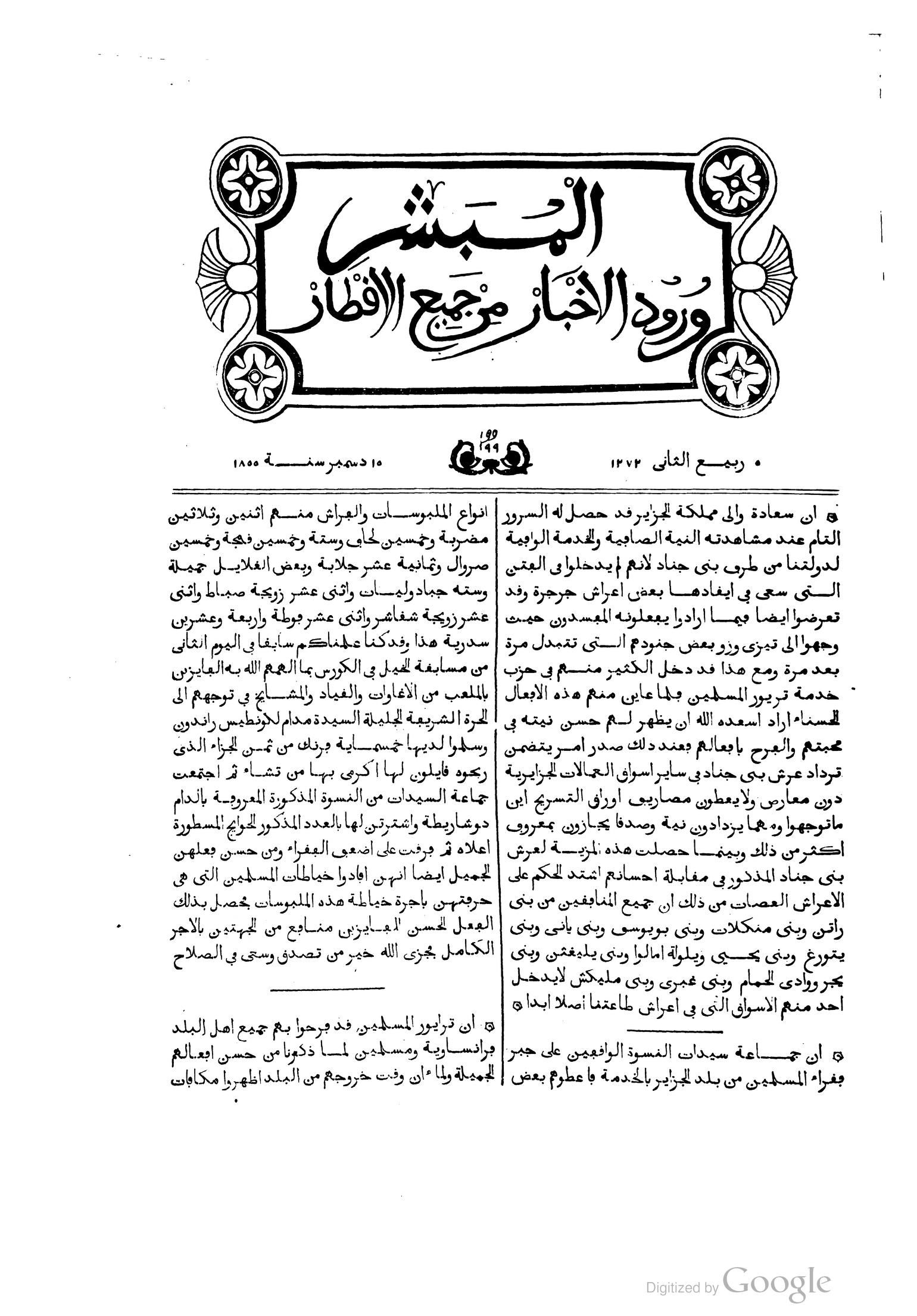
Le Mobacher en arabe (15 décembre 1855).
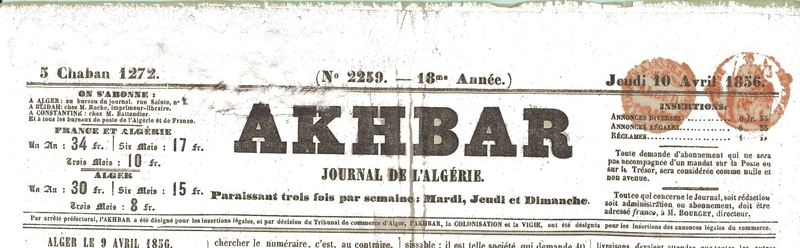
Akhbar no 2259 (10 avril 1856).
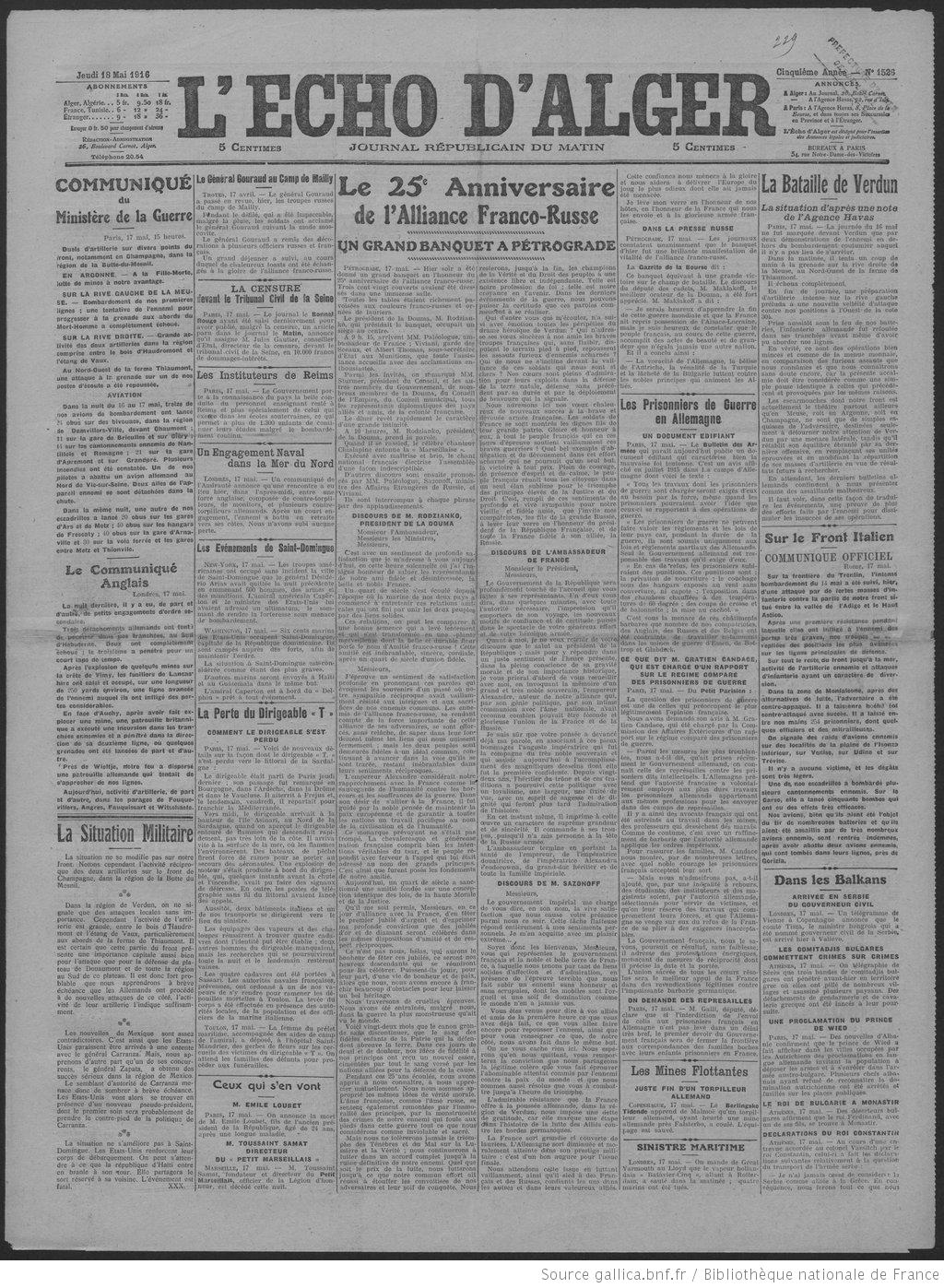
Une de L'Écho d'Alger (18 mai 1916).

Au début du XXe siècle l'Algérie compte une douzaine de journaux gouvernementaux ou indépendants : La Dépêche de l'Est (paru en 1883), La Dépêche algérienne (paru en 1885), L'Écho d'Alger (paru en 1892), L'Algérie (paru en 1893), La Vigie, Le Petit Algérien, Le Petit Colon, Al-Akhbar, Le Radical, Le Moniteur, L'Union, Les Nouvelles... Tous ces journaux sont en français pour les Français. Le tirage total de ces journaux ne dépasse pas 200 000 exemplaires car les lecteurs préfèrent lire et commenter les journaux importés de France.

### La presse en langue arabe
La publication de journaux en arabe est difficile parce que la majorité des Algériens sont analphabètes et n'ont pas les moyens d'acheter les journaux. De plus la législation coloniale rend très difficile la publication de journaux en arabe.
Les premiers journaux en partie en arabe sont publiés par des Français. Le premier journal est Al Mountakhib (المنتخب - L'Elu) fondé à Constantine le 23 avril 1882 par le Français Paul Étienne Mauras. Il disparaît en 1883. Al Nassih (النصيح - Le Bon Conseiller) est un hebdomadaire fondé en octobre 1899 à Alger par le Français Gosselin. Il disparaît le 23 mai 1902 (ce qui est un record de longévité). Les autres journaux publiés en partie en arabe sont : Al-Maghrib (المغرب - Le Maghreb) en 1903, Al-Ihya (الإحياء - La Renaissance) en 1907, Al-Djaza'ir  (الجزائر - L'Algérie) en 1908, dirigé par Omar Racim.
Le premier journal publié par des Algériens est Al Hakk (الحقّ - La Vérité) sorti en 1893. Il était écrit en français, avec une page en arabe à partir du no 16. Il disparaît en 1894 mais il ressort en 1895 sous le titre de L'Éclair, et il change de titre au no 11, La Bataille Algérienne.

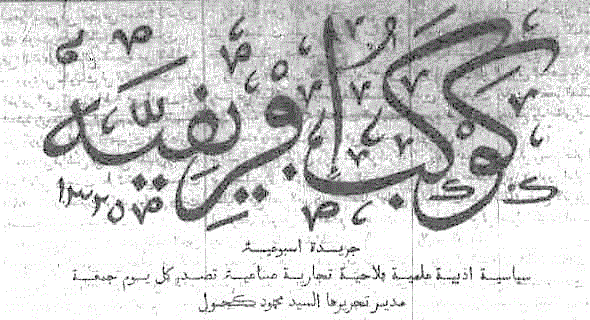
Logo Kawkab Ifriquia.

Kawkab Ifriqiya (كوكب إفريقية - L'Étoile de l'Afrique) fondé en mai 1907 est le premier journal publié par un Algérien. Il change ensuite de nom pour Al Kawkab al Djazairi (الكوكب الجزائري - La Planète Algérienne) et il disparaît en 1914.
En 1909 l'Algérien Sadek Denden publie à Annaba (Bone) L'Islam, un hebdomadaire en français de tendance modérée et assimilationniste anti-code de l'indigénat, qui devient le journal le plus influent du mouvement Jeunes Algériens. À partir du no 100, en 1912, le journal déménage à Alger et il disparaît en décembre 1914 (no 206). Un supplément en arabe a été publié du 26 juillet 1912 au 4 octobre 1912 (26 numéros).
D'autres journaux sortent à cette période :
- Le Musulman : en 1909 à Constantine, hebdomadaire bilingue.
- L'Étendard algérien : en novembre 1910 à Annaba, en français, qui a une parution régulière seulement après 1914.

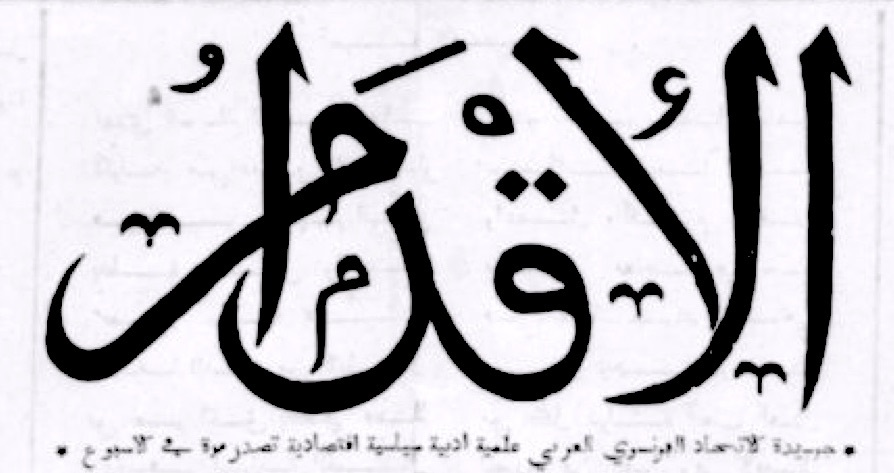
Logo du journal L'Ikdam.

- Le Rachidi : en 1910 à Jijel, hebdomadaire bilingue. En 1919 il fusionne avec L'Islam, pour donner  L'Ikdam/الإقدام (Al Iqdam - L'audace), publié en deux éditions arabe et française indépendantes[6].
- Al-Haqq/Le Jeune Égyptien : en octobre 1901 à Oran, publié d'abord en français ensuite bilingue français-arabe. Il est dirigé par Charles Abderrahmane Tapié, un Français converti à l'islam. À cause de sa ligne éditoriale radicale, contre le code de l'indigénat, l'assimilation, le service militaire obligatoire pour les Algériens, le journal disparaît le 24 août 1912[6].

### Naissance de la conscience nationale
On peut constater qu'à cette époque au début du XXe siècle le secteur de la presse algérienne est très dynamique. Le positionnement politique est en majorité modéré ou assimilationniste. Entre les années 1914 et 1920, en majorité à cause de la Première Guerre mondiale, la majorité des journaux disparaissent, mais à la même époque naît la conscience nationale chez l'élite intellectuelle algérienne qui a la conséquence de radicaliser son positionnement politique.
Mais on peut constater qu'il n'y avait aucun quotidien en arabe en Algérie. Il y avait une seule expérience: النجاح (Al-Nadjah - Le Succès) publié juste quelques mois en 1930. Des journaux égyptiens et tunisiens turcophiles et pro-islamiques circulent quand même clandestinement en Algérie. Ils influencent la naissance de journaux algériens en langue arabe comme El Farouk (الفاروق - "Le Justicier"), journal hebdomadaire publié entre le 28 février 1913 et le 26 mars 1921, Dhou El Fikar (ذو الفقار, soit Zulfikar le nom de l'épée de l'imam Ali, utilisé ici dans le sens allégorique de la séparation entre le bien et le mal et entre le vrai et le faux), publié par Omar Racim entre le 5 octobre 1913 et le 28 juin 1914.
L'autorité coloniale utilise l'excuse de la Première Guerre mondiale pour imposer l'information officielle dans les journaux et profite pour interdire en 1915 toute la presse "musulmane" en Algérie. Pour contourner la censure et l'interdiction les journaux algériens sont obligés de changer tout le temps leur nom (il a existé 50 titres pendant cette période),.

### Monopole de la presse française
Après la Première Guerre mondiale la presse française avait le monopole de la presse en Algérie. Il y avait 4 titres principaux de la presse indépendante coloniale : La Dépêche algérienne, L'Echo d'Alger, L'Algérie, La Presse libre ainsi que des titres de la presse partisane : La Flamme (Parti social français), Oran Matin (Parti populaire français), Oran Républicain et Alger Républicain (Front populaire), Lutte sociale (Parti communiste français).
Lutte sociale (fondé en 1907) était le plus important journal de gauche. Il était d'abord l'organe officiel du SFIO et en 1921 après le congrès de Tours il est devenu l'organe officiel du chapitre algérien de l'Internationale communiste. À partir de septembre 1932 il publie une page en arabe dans chaque numéro et mais il est interdit une année après. Il ressort en avril 1934, puis il devient l'organe officiel du Parti communiste algérien. En 1936 Il change son nom : La Lutte sociale-Al Kifah Al-Ijtima'i (الكفاح الاجتماعي). Il est publié clandestinement à partir de 1939 puis il disparait. Autres journaux de gauche: Demain, Al-Kazirna (La Caserne), Al-Alam al-Ahmar (qui change plusieurs fois de nom) : al-Bayraq al-Ahmar, puis Al-Liwa al-Ahmar puis Al-Rayat al-Hamra (ils signifient tous "Le Drapeau Rouge"),.

### Naissance de la presse nationaliste algérienne
C'est pendant les années de l'entre-deux-guerres que commence la distinction en Algérie entre la presse  arabo-musulmane et la presse française et la naissance en 1930 de la presse nationaliste algérienne en réaction aux célébrations du centenaire de l'occupation française de l'Algérie.Petit à petit cette presse nationaliste devient plus majoritaire dans la presse indigène algérienne. On compte alors la création de plusieurs titres de presse dans 2 tendances : messaliste et réformiste.

#### La presse nationaliste messaliste
Le premier parti nationaliste algérien, L'Étoile nord-africaine (ENA), est fondé en 1926 par Messali Hadj. L'ENA milite pour l'indépendance de l'Algérie. En octobre 1930, elle publie El Ouma 
(arabe : الأمة) "organe de défense des indigènes de l'Afrique du Nord", premier journal nationaliste algérien, comme une réaction aux célébrations du centenaire de l'occupation française de l'Algérie.

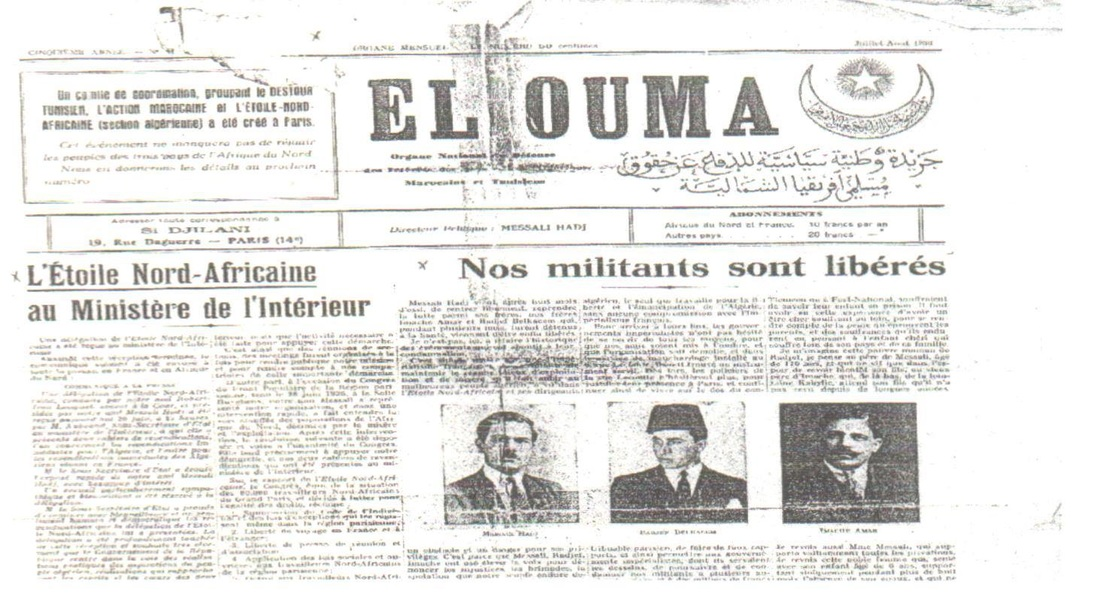
Exemplaire du journal El Ouma édition française (date inconnue) de l'Étoile nord-africaine.
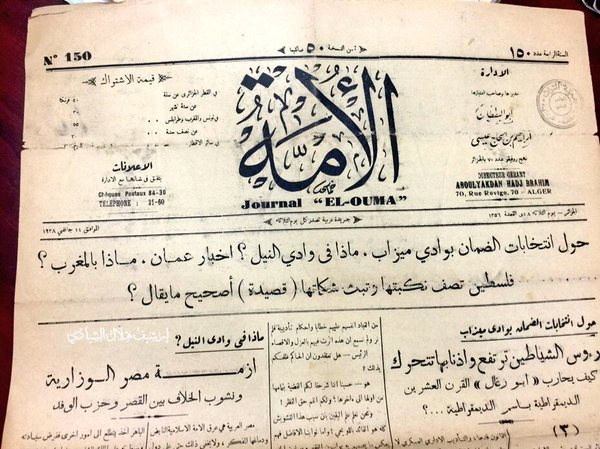
Exemplaire du journal El-Ouma édition arabe - N° 150 (11/01/1938).

D'autres titres sont ensuite publiés : Le Parlement algérien le 11 mars 1937 (organe officiel du PPA), Al-Chaab (arabe : الشعب) en août 1937, etc.

#### La presse nationaliste réformiste
La presse nationaliste réformiste s'est développée grâce au travail des intellectuels algériens et maghrébins et aussi grâce à l'aide financière des riches cheikhs mozabites. Beaucoup de titres ont été publiés, mais la plupart durent a peine quelques mois.
L'Islam et Le Rachidi fusionnent le 7 mars 1919 pour donner les hebdomadaires L'Ikdam (édition française) et الإقدام/Al Ikdam (édition arabe, à partir de septembre 1920), présidés par Hamoud Hadj Ammar et Sadek Denden. Les deux éditions se transforment en une édition bilingue dirigée par l'émir Khaled (le petit-fils de l'émir Abdelkader). La ligne éditoriale est le combat pour l'islam et contre l'assimilation et pour une politique d'association avec la France. L'émir Khaled est exilé en 1923 et le journal est remplacé par le mensuel modéré Attakaddoum [Le Progrès] sous-titré "Organe républicain de l'unité française-musulmane", qui disparaît en 1931.

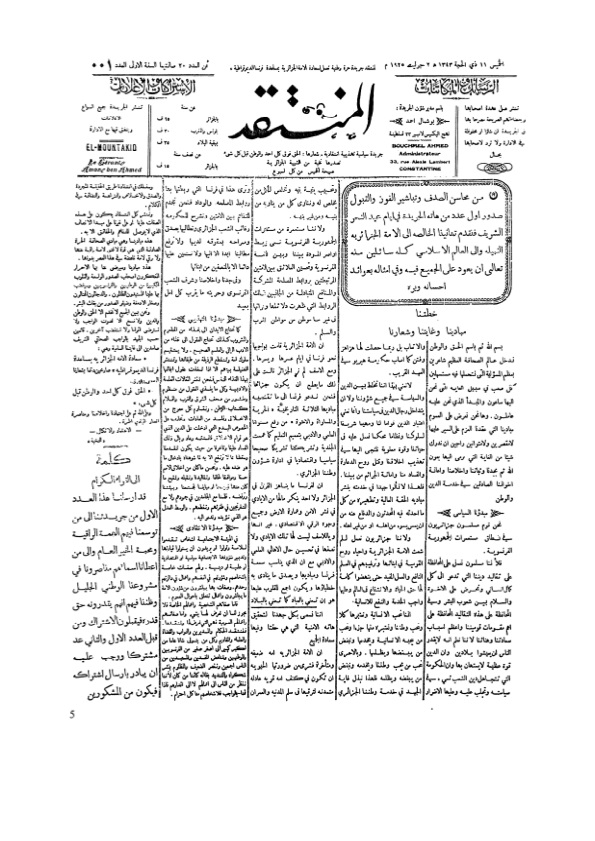
Al Mountaqid n° 1 (2 juillet 1925).

Abdelhamid Ben Badis et l'Association des oulémas musulmans algériens qu'il a fondé en 1931 publient plusieurs titres : المنتقد/al Muntaqid [Le critique] (juillet-octobre 1925), الشهاب/Al Chihab [Le météore] (novembre 1925-août 1939), الإصلاح/Al Islah [la réforme] (1927-1930 puis 1939-1941) dirigé par Tayeb el-Oqbi une grande figure des Oulémas,...